# Félix Maritaud
Félix Maritaud (nacido el 12 de diciembre de 1992) es un actor francés conocido por sus papeles en el cine queer francés.
Sus películas más reconocidas son 120 latidos por minuto y Sauvage. Por esta  última fue ganador en los Premios Lumières.
Maritaud es abiertamente gay.

## Filmografía

### Cine

#### Largometraje
- 2017 : 120 battements par minute de Robin Campillo : Max
- 2018 : Sauvage de Camille Vidal-Naquet : Léo
- 2018 : Un couteau dans le cœur de Yann Gonzalez : Thierry
- 2020 : L'Ennemi de Stephan Streker : Pablo Pasarela de la Peña Prieta y Aragon
- 2022 : Tom de Fabienne Berthaud : Samy
- 2022 : You Won't Be Alone de Goran Stolevski : Yovan
- 2023 : Amore mio de Guillaume Gouix : Raphaël
- 2023 : Petites de Julie Lerat-Gersant : Fred
- 2023 : À mon seul désir de Lucie Borleteau : el cliente
- 2023 : Solo de Sophie Dupuis : Olivier
- 2024 : Best Secret Place de Caroline Poggi y Jonathan Vinel
- 2024 : Un monde violent de Maxime Caperan : Paul

#### Cortometrajes
- 2017 : Les Îles de Yann Gonzalez : un branleur
- 2017 : Les Ardents de Janloup Bernard : Ulysse
- 2017 : Tout seul de Antoine Laurens : Rémi
- 2017 : Enter de Manuel Billi y Benjamin Bodi
- 2018 : Sacré Cœur de Antoine Camard : Benoît
- 2018 : Massachussetts de Jordi Perino : Lukas
- 2018 : Je fixais des vertiges de Chloé Bourgès : Anders
- 2018 : Quel joli temps pour jouer ses vingt-ans de Pauline Garcia : Jules
- 2019 : Loin du sud de Janloup Bernard : el chef
- 2019 : La Flame de Orazio Guarino : le garçon
- 2019 : Lux Æterna de Gaspar Noé : Félix
- 2020 : De la terreur mes sœurs ! de Alexis Langlois : Léo
- 2020 : Dustin de Naïla Guiguet : Félix